# Frank D. Robinson
Frank D. Robinson (Carbonado, 14 gennaio 1930 – Rolling Hills, 12 novembre 2022) è stato un ingegnere statunitense, fondatore, presidente ed amministratore delegato della società Robinson Helicopter, che ha sede in California.
Il 10 agosto 2010 si è dimesso dalla sua carica, lasciando il posto al figlio Kurt Robinson.
Nei primi anni settanta, ha progettato il popolare elicottero leggero biposto Robinson R22